# Bigelow Aerospace
Bigelow Aerospace este o companie start-up americană de tehnologie spațială, cu sediul în North Las Vegas, Nevada, care efectuează o muncă de „pionierat” în domeniul modulelor pentru stații spațiale. Bigelow Aerospace a fost fondat de Robert Bigelow în 1998  și este finanțat în mare parte de averea lui Bigelow care a câștigat prin deținerea a lanțului hotelier Budget Suites of America. 
Până în 2013, Bigelow a investit 250 milioane dolari SUA în fondul companiei. Bigelow a declarat de mai multe ori că el este pregătit să finanțeze Bigelow Aerospace, cu aproximativ 500 milioane dolari, până 2015, în scopul de a realiza lansarea de hardware la scară largă. 
Bigelow este „pionierul” unei noi piețe de habitate spațiale într-un set flexibil și configurabil. Mai mult decât atât, observatorii din industria spațială au observat că Bigelow demonstrează îndrăzneală într-o piață cu o „industrie extrem de reglementată de capital-intensive ca zborul spațial”,
.